# Corrèze (Gemeinde)
Corrèze (Corresa auf Okzitanisch) ist eine französische Gemeinde mit 1173 Einwohnern (Stand 1. Januar 2022) im Département Corrèze in der Region Nouvelle-Aquitaine. Die Gemeinde ist Mitglied des Gemeindeverbandes Tulle Agglo. Die Einwohner nennen sich Corrèzois(es).

## Geografie
Die Gemeinde liegt im Massif Central am südlichen Rand des Plateau de Millevaches ungefähr 20 Kilometer nördlich von Tulle, der Präfektur des Départements. Das Städtchen schmiegt sich am rechten Ufer der Corrèze, die das Gemeindegebiet auf einer Höhe von etwa 470 m durchquert. Das Gemeindegebiet ist Teil des Regionalen Naturparks Millevaches en Limousin.

### Nachbargemeinden
Nachbargemeinden sind im Norden Meyrignac-l’Église, im Nordosten Sarran, im Osten Vitrac-sur-Montane, im Südosten Saint-Priest-de-Gimel, im Süden Gimel-les-Cascades, im Südwesten Bar, im Westen Naves und im Nordwesten Orliac-de-Bar.

## Geschichte
Besiedelt ist das Gemeindegebiet schon seit gallisch-römischer Zeit, es kreuzten sich hier römische Straßen. Ihre erste Erwähnung erfuhr Corrèze im 9. Jahrhundert. Nachdem der Ort zu einer Etappe des Jakobsweges wurde, entwickelte sich die Stadt um die Kirche herum. Die Vicomtes von Ventadour errichteten gegen Ende des 13. Jahrhunderts dort eine Kastellanei. Nachdem die Engländer die Stadt während des Hundertjährigen Krieges bedrängten und brandschatzen, erlebte Corrèze erst im 16. Jahrhundert wieder eine neue Blüte, als Katharina von Medici Besitzerin der Stadt war. Die Französische Revolution ging fast spurlos vorbei und die Stadt entwickelte sich bis Ende des 19. Jahrhunderts permanent weiter bis zum Ersten Weltkrieg, der von den Einwohnern einen hohen Blutzoll forderte. Danach, auch verstärkt durch die Landflucht im 20. Jahrhundert, hat Corrèze nie wieder zur alten Größe zurückgefunden.

### Gemeindewappen
Beschreibung: In Silber drei grüne schräge Wellenbalken

### Einwohnerentwicklung
| Jahr      | 1962 | 1968 | 1975 | 1982 | 1990 | 1999 | 2007 | 2018 |
| Einwohner | 1602 | 1576 | 1528 | 1304 | 1145 | 1148 | 1177 | 1132 |

## Sehenswürdigkeiten
- Die mittelalterliche Stadt mit noblen Stadthäusern und anderen Gebäuden der Renaissance
- Tor Margot aus dem 15. Jahrhundert in Erinnerung an die Königin Margot, klassifiziert als Monument historique.
- Kirche Saint-Martial (Monument historique), deren Ursprünge bis in die karolingische Zeit reichen, mit ihren romanischen und gotischen Elementen sowie dem barocken Altarretabel geschaffen durch Jean Tournié de Gourdon[4]
- Kapelle der Pénitent Blancs (weiße Büßer), ebenfalls ein Monument historique, erbaut zwischen 1730 und 1781
- Kapelle Notre-Dame du Pont du Salut aus dem 18. Jahrhundert

## Verkehr
Corrèze hat im Ortsteil La Saulière einen Bahnhof an der Bahnstrecke Tulle–Meymac, der mit TER-Zügen nach Tulle, Ussel und Brive-la-Gaillarde bedient wird.

## Persönlichkeiten
- Bernadette Chirac (* 1933), Abgeordnete des Kanton Corrèze für den Generalrat des Département Corrèze